# Lâu đài Grabštejn
Grabštejn (tiếng Đức: Grafenstein) là một lâu đài nằm cách thành phố Liberec không xa, thuộc Vùng Liberec của Cộng hòa Séc, gần khu vực ba biên giới nơi biên giới của Cộng hòa Séc, Đức và Ba Lan.

## Lịch sử
Lâu đài được xây dựng vào thế kỷ 13. Năm 1562, nó được mua bởi Crown Chancellor Georg Mehl von Strelitz. Giữa năm 1566 và 1586, ông đã xây dựng lại lâu đài theo phong cách Phục hưng.
Từ năm 1704, lâu đài thuộc sở hữu của nhà Clam-Gallas. Khoảng năm 1818, Christian of Clam-Gallas đã xây dựng các phần mới của lâu đài. Lâu đài cổ vẫn giữ được vẻ ngoài thời Phục hưng ban đầu của nó mặc dù một đám cháy đã làm hỏng các tầng trên của nó vào năm 1843.
Sau Chiến tranh thế giới thứ hai năm 1945, lâu đài mở cửa cho công chúng. Năm 1953, toàn bộ tòa lâu đài đã bị Bộ Quốc phòng tiếp quản. Tình trạng của lâu đài cũ xuống cấp đáng kể sau khi quân đội rời đi vào cuối những năm 1980.
Vào năm 1989, các công cuộc sửa chữa và phục hồi được khởi công. Lâu đài đã được mở cửa cho công chúng một lần nữa vào năm 1993. Ngày nay, Grabštejn là một trong những di tích được khôi phục tốt nhất có tầm quan trọng lớn ở Cộng hòa Séc.

## Nội thất
Lâu đài có nhà nguyện St. Barbara được trang trí bằng những bức tranh bích họa thời Phục hưng từ thế kỷ 16.